# Микеладзе, Шалва Антонович
Шалва Антонович Микеладзе (груз. შალვა ანტონის ძე მიქელაძე, 17 сентября 1884 года, Кутаиси — 1938 (по другим сведениям — 1941), Тбилиси) — грузинский врач, общественный деятель, доктор медицинских наук, профессор.

## Биография
После окончания Кутаисской гимназии поступил на медицинский факультет Императорского Новороссийского университета, который окончил в 1907 году. В течение двух лет работал врачом в городе Хони, а в 1910 году переехал в Тифлис в качестве «городского врача».
В 1904 году стал членом Социалистическо-федералистской партии Грузии. С 1909 года сотрудничал с Народной газетой и другими органами федералистской прессы. Был членом Грузинского драматического общества с 1911 года, членом Совета Общества распространения грамотности среди грузин с 1911 по 1914 год.
22 ноября 1917 года Шалва Микеладзе был выдвинут кандидатом в члены Национального совета Грузии при Национальном собрании. 29 мая 1918 года вошёл в расширенный состав Национального совета (парламента). Сотрудничал с газетой «Народные дела».
Подписал Декларацию независимости Грузии
После советизации Грузии Шалва Микеладзе отошёл от политики. В 1924 году защитил докторскую диссертацию. В 1926—1930 годах возглавлял кафедру частной патологии и терапии медицинского факультета Тбилисского государственного университета, в 1930—1935 годах — заведующий кафедрой диагностики внутренних болезней Тбилисского медицинского института. С 1935 по 1938 год возглавлял терапевтическое отделение Института профилактической медицины. Был редактором первого грузинского медицинского журнала «Доктор» (совместно с С. Вирсаладзе); один из основателей журнала «Современная медицина» и др.
25 августа 1939 года осуждён к высшей мере наказания с заменой 10 годами заключения. Содержался в Орловской тюрьме.
Расстрелян 11 сентября 1941 года в Медведевском лесу, расположенном к северу от Орла.